# Teodoro Morisani
Teodoro Morisani (Napoli, 1º febbraio 1874 – Napoli, 29 novembre 1950) è stato un medico e politico italiano.
Figlio di Ottavio Morisani, laureato in medicina e chirurgia nel 1898, specializzato in ginecologia e ostetricia, è stato libero docente nelle due specializzazioni e professore di Ostetricia e ginecologia all'Università di Napoli. Vice-preside e preside della provincia di Napoli ha fatto parte del Consiglio superiore della pubblica istruzione. Senatore dal 1939 è stato dichiarato decaduto dall'Alta Corte di Giustizia per le Sanzioni contro il Fascismo con sentenza del 28 dicembre 1944.
Ebbe due figli: il primo, nato nel 1906 cui diede il nome del padre (Ottavio) e poi Lydia, nata nel 1909.